# ویکتور خرنین
ویکتور خرنین (بلاروسی: Віктар Генадзевіч Хрэнін؛ زادهٔ ۱ اوت ۱۹۷۱) فرمانده نظامی و سیاستمدار اهل بلاروس است، که هم‌اکنون به‌عنوان وزیر دفاع بلاروس فعالیت می‌کند.